# Scautismo e guidismo nel Regno Unito
Lo scautismo ed il guidismo nel Regno Unito sono nati prima che nel resto del mondo, e da qui si sono propagati.

## Associazioni esistenti

### Associazioni appartenenti ad organismi internazionali
- The Scout Association, membro dell'Organizzazione Mondiale del Movimento Scout (OMMS/WOSM)
- Girlguiding UK, membro dell'Associazione Mondiale Guide ed Esploratrici (AMGE/WAGGGS)
  - Trefoil Guild, appartenente a Girlguiding UK[1] e membro dell'International Scout and Guide Fellowship
- Adult Scout Alliance, che comprende la B-P Scout Guild Scotland e la Baden-Powell Guild of Great Britain, membro dell'International Scout and Guide Fellowship
- Baden-Powell Scouts' Association, membro della World Federation of Independent Scouts (WFIS)
- European Scout Federation (British Association), membro della Confédération Européenne de Scoutisme
- The British Boy Scouts and British Girl Scouts Association (BBS & BGS), membro dell'Order of World Scouts

### Associazioni indipendenti
- Pathfinder Scouts Association and Rover Explorer Scouts Association
- Boys' Brigade
- Girls' Brigade
- Royal Rangers
- Pathfinders, un'organizzazione giovanile della Chiesa cristiana avventista del settimo giorno, membro di Pathfinders International[2][3]
- British Camp Fire Girls' Association
- Student Scout and Guide Organisation
- Scout and Guide Graduate Association

### Associazioni straniere con presenza nel Regno Unito
Altre associazioni di scout e guide di altri paesi sono attive nel Regno Unito. Gli Scouts et Guides de France hanno un gruppo a Londra. Ci sono unità dei Boy Scouts of America, appartenenti al Transatlantic Council e delle Girl Scouts of the USA.
Le due organizzazioni irlandesi Catholic Guides of Ireland e Scouting Ireland sono attive anche nell'Irlanda del Nord.

### Associazioni di scout in esilio
Nel Regno Unito sono presenti anche rami indipendenti della Związek Harcerstwa Polskiego (Polonia), Külföldi Magyar Cserkészszövetség (Ungheria),, Lietuviu Skautu Sajunga (Lituania), Plast (Ucraina) ed un gruppo di Homenetmen (Armenia) a Londra. Queste associazioni nacquero principalmente in seguito all'emigrazione dovuta alla seconda guerra mondiale ed alla Guerra Fredda. Le comunità di emigrati nel Regno Unito vollero mantenere la propria cultura, e mantennero anche il proprio scautismo invece di seguire l'associazione britannica.